# Andi Jemma Airport
Andi Jemma Airport är en flygplats i Indonesien.   Den ligger i provinsen Sulawesi Selatan, i den centrala delen av landet, 1 500 km öster om huvudstaden Jakarta. Andi Jemma Airport ligger 38 meter över havet.
Terrängen runt Andi Jemma Airport är platt åt sydost, men åt nordväst är den kuperad.Runt Andi Jemma Airport är det ganska tätbefolkat, med 108 invånare per kvadratkilometer. Omgivningarna runt Andi Jemma Airport är en mosaik av jordbruksmark och naturlig växtlighet.